# 9106 Yatagarasu
A 9106 Yatagarasu (ideiglenes jelöléssel 1997 AY1) a Naprendszer kisbolygóövében található aszteroida. Takao Kobajashi fedezte fel 1997. január 3-án.